# 黑褐墨綠深藍及紫色

納米比亞的辛巴人用「zoozu」這個字來稱呼黑褐墨綠深藍及紫色。

巴布亞新幾內亞的貝里諾莫人（Berinomo）用「kel」這個字來稱呼黑褐墨綠深藍及紫色。

黑褐墨綠深藍及紫色是一種顏色，範圍包括漢語中的青色（藍色和綠色的區分）、紫色，以及紅色之外所有色相的深色，包括黑色、褐色。

## 自然界
在自然界中，黑褐墨綠深藍及紫色會出現在一些泥土、樹幹、帶有花青素的植物、骨螺紫、堅果、以及一些膚色較深的人類及動物皮膚和毛髮。相對的，居住在中緯度的漢人講「皮膚色」時通常指的是一種包括淺紫、淺紅、或淺橙的顏色，辛巴人稱為，貝里諾莫人稱為。

## 文化意義
在許多文化中，陰暗的顏色帶有負面的意涵，例如西方人穿深色參加葬禮；在中文裡則有秘密進行、非法、沒良心道德的意味，例如「黑社会」、「黑心」、「來陰的」、「腹黑」等詞彙。在政治上，無政府主義、海盜黨、法西斯主義和納粹主義都用這個顏色作為代表色。另外，深色在許多文化中也有莊重的意義。
由於骨螺紫曾經是很珍貴的染料，此色系中的紫色部份在西方有華貴的意義，是最早被當作代表色的顏色之一。在古羅馬時期，羅馬城邦的國家代表色就是紫色。在19世記，最早開始使用學校代表色的杜倫大學和曼徹斯特大學也各自使用色調上略為不同紫色作為代表。

## 辨認此顏色
用漢語或各大歐洲語言作為母語的人通常不認得這個顏色，因為他們的語言中沒有專門的詞用來描述這個顏色，因此有些西方研究者到納米比亞向辛巴人請教關於這個顏色的事情。巴布亞新幾內亞的貝里諾莫人（Berinomo）也有描述這個顏色的詞，雖然在他們的定義中還包括更淺的褐色，但辛巴人在這部份色彩空間的判定也有較多個體差異。其他不少一共有五個顏色詞的語言，例如Bauzi、Iwam、Berik、Colorado、Yaminahua等，也會定義類似的顏色。不同文化對這個顏色的辨認是研究語言相對論的切入點之一。